# Picot garser rogenc
El picot garser rogenc (Dendrocopos hyperythrus) és una espècie d'ocell de la família dels pícids (Picidae) que habita boscos de coníferes i mixtes, als turons i muntanyes del nord-est del Pakistan, nord de l'Índia, oest i sud-est del Tibet, sud de la Xina, Manxúria, Myanmar, nord-oest i nord-est de Tailàndia, sud de Laos i nord i centre del Vietnam.